# New Plymouth

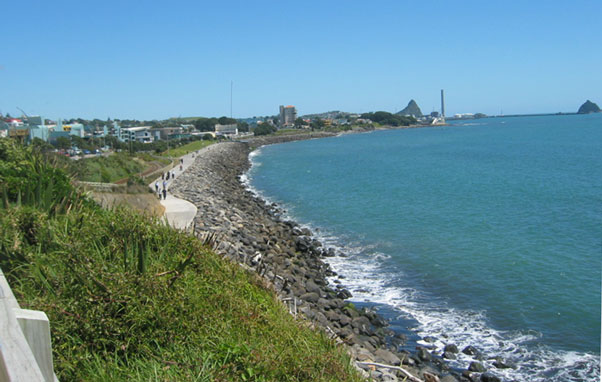
Die Küste bei New Plymouth (links); in der rechten Mitte der Hafen

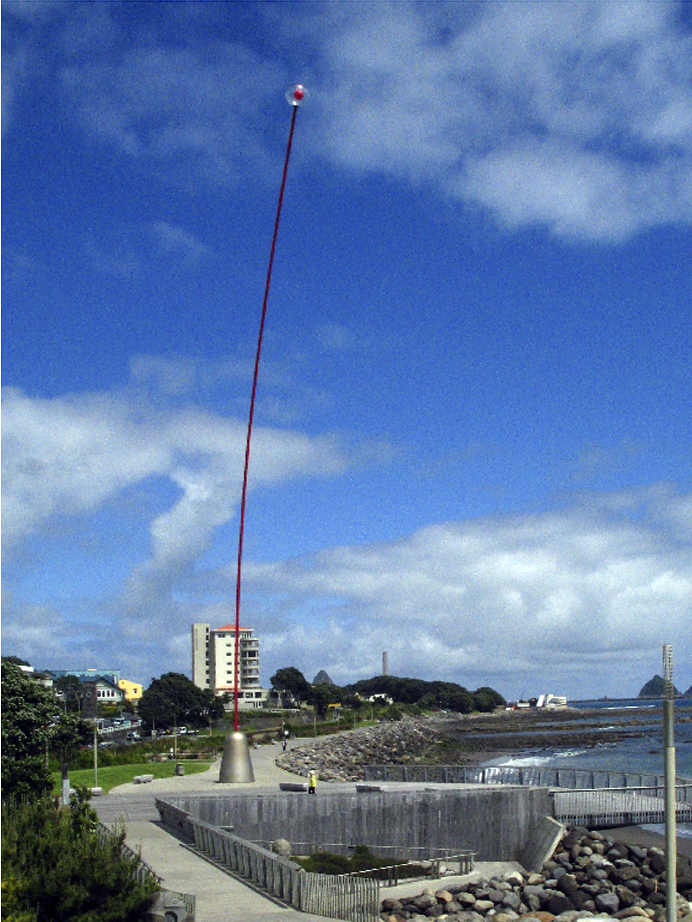
Der Wind Wand von Len Lye in New Plymouth

New Plymouth ist eine Stadt im New Plymouth District der Region Taranaki auf der Nordinsel von Neuseeland. Sie ist die größte Stadt der Region und zugleich Sitz des New Plymouth District Council.

## Geographie
Die Stadt befindet sich rund 27 Kilometer nördlich des Gipfels des 2518 m hohen Mount Taranaki, einem ruhenden Vulkan an der Westküste der Nordinsel. Die nächstgrößeren Städte liegen mit Whanganui im Südosten rund 130 km und Hamilton im Nordosten mit rund 175 km entfernt.

## Geschichte
Das Land, auf dem 1841 New Plymouth gegründet wurde, war zuvor die Heimat von unterschiedlichen Stämmen der Māori. Die ersten Europäer, die an die Küste kamen, waren Walfänger. 1840 gingen hier die ersten nicht einheimischen Siedler, vornehmlich aus England, Polen, der Schweiz, den Niederlanden, China und Indien, von Bord des Schiffes „William Bryant“. Anfangs war es für die neuen Siedler einfach, Land zu erwerben. Die verstärkte Nachfrage nach neuem Land führte dann später zum Konflikt mit den Māori-Stämmen, die nicht mehr bereit waren, ihr Land zu verkaufen und deshalb enteignet wurden. Dieser Konflikt war der Auslöser für zwei der Neuseelandkriege in Taranaki, die zehn Jahre andauerten und zu großen Verlusten bei den Māori führte, da sie den britischen Soldaten weit unterlegen waren.
New Plymouth war unter anderem einer der Austragungsorte beim Cricket World Cup 1992 und der Rugby-Union-Weltmeisterschaft 2011.

## Bevölkerung
Zum Zensus des Jahres 2013 zählte die Stadt, die mit dem Gebiet des New Plymouth City Ward (Wards=politische Einteilung des Distriktes) gleich gesetzt werden kann, 43.987 Einwohner.

## Wirtschaft
New Plymouth ist das Dienstleistungszentrum für die nördlichen Region von Taranaki, die landwirtschaftlich geprägt ist und in großen Teilen von der Milchwirtschaft lebt. Neben dem Tourismus besitzt der Energiesektor eine weitere Bedeutung für die Stadt. Direkt vor der Küste befinden sich einige der größten Öl- bzw. Gasvorkommen des ganzen Landes. Ein Kraftwerk der Stadt wird mit dem Gas der Kapuni- und Maui-Felder betrieben. Die Taranaki Savings Bank (TSB) hat ihren Sitz in New Plymouth und trägt zur Wirtschaftsleistung der Stadt bei.

## Infrastruktur

### Straßenverkehr
Durch New Plymouth führt der von Süden von Stratford kommende New Zealand State Highway 3 und der von Westen kommende New Zealand State Highway 45, der in der Stadt auf dem State Highway 3 endet.

### Schienenverkehr
In New Plymouth endet die Bahnstrecke Marton–New Plymouth, die über Stratford, Hawera, Whanganui in Marton an den North Island Main Trunk Railway beginnt. Bis 1908 war Waitara der nördliche Endpunkt der Strecke und die Strecke von Sentry Hill nach New Plymouth eine Zweigstrecke dazu. Seit 1908 ist New Plymouth offizieller Endpunkt und die Strecke von Sentry Hill nach Waitara die Zweigstrecke. Die Strecke wird heute ausschließlich für Güterverkehr genutzt. Der letzte planmäßige Personenverkehr wurde 1983 aufgegeben.

### Medien
Einzige täglich erscheinende Tageszeitung der Stadt ist die Taranaki Daily News.

## Sehenswürdigkeiten
In New Plymouth befindet sich ein Botanischer Garten und eine – zumindest zur Zeit ihrer Aufstellung – recht umstrittene 45 m hohe Skulptur von Len Lye, genannt Wind Wand (Wind-Stab). Mit der Govett Brewster Kunstgalerie besitzt die Stadt die bedeutendste Sammlung zeitgenössischer Kunst in ganz Australasien. Des Weiteren verfügt die Stadt über einen sehenswerten Uhrenturm, Clock Tower genannt.

## Persönlichkeiten
- Mary Elizabeth Richmond (1853–1949), Lehrerin, Autorin und Initiatorin der Kindergarten-Bewegung in Neuseeland
- Evelyn Brooke (1879–1962), im Ersten Weltkrieg in der Neuseeländischen Armee arbeitende Kranken- und spätere Oberschwester
- Stanley Lay (1906–2003), Speerwerfer
- Ian Ballinger (1925–2008), Sportschütze
- Stan Hill (1927–2019), Rugby-Union-Spieler
- Ross Brown (1934–2014), Rugby-Union-Spieler
- Barry Magee (* 1934), Leichtathlet
- Richard Purser (* 1942), Badmintonspieler
- John Dean (* 1947), Radrennfahrer
- Michael Kelly (* 1949), Physiker
- Wendy Brown (* 1950), Sprinterin
- Wayne Hildred (* 1955), Radrennfahrer
- Maryan Street (* 1955), Politikerin
- Frank van Hattum (* 1958), Fußballspieler und -funktionär
- Anthony McCarten (* 1961), Schriftsteller
- Grant Fox (* 1962), Rugby-Union-Spieler
- Steven Joyce (* 1963), Politiker
- Andrew Little (* 1965), Politiker
- Michael Aish (* 1976), Langstreckenläufer
- Melanie Lynskey (* 1977), Schauspielerin
- Heelan Tompkins (* 1978), Vielseitigkeitsreiterin
- Jared Turner (* 1978), australischer Schauspieler, Synchronsprecher und Drehbuchautor
- Rachel Priest (* 1985), Cricketspielerin
- Hannah Bromley (* 1986), Fußballspielerin
- Nick Craig (* 1990), Eishockeyspieler
- Nicholas Henderson (* 1990), Eishockeyspieler
- Beauden Barrett (* 1991), Rugby-Union-Spieler
- Will Young (* 1992), Cricketspieler
- Ajeet Rai (* 1999), Tennisspieler
- Monique Barry (* 2002), Tennisspielerin